# Homer Goes to College
Homer Goes to College, titulado Homer asiste a la universidad en España y Homero va a la Universidad en Latinoamérica, es el tercer episodio de la quinta temporada de la serie animada Los Simpson, emitido originalmente el 14 de octubre de 1993. El episodio fue escrito por Conan O'Brien y dirigido por Jim Reardon.

## Sinopsis
Todo comienza una tarde, cuando todos en la planta nuclear se encuentran durmiendo la siesta. De repente, un equipo de inspección nuclear efectúa una revisión sorpresa en la planta. Mientras Burns los demora en la entrada, Smithers esconde a Homer y a otros dos trabajadores poco calificados en el sótano para que no arruinen la revisión, con la excusa de cuidar una abeja depositada dentro de un frasco. Homer rompe el frasco por accidente y es picado en el trasero por la abeja, por lo que es descubierto por los técnicos en la superficie y obligado a superar una prueba, la cual demostraría si era competente.
Dentro del simulador de su consola de seguridad, Homer presiona botones al azar para poder salvarse de la inspección; pero de alguna forma acaba produciendo una fusión, lo cual parecía imposible, ya que no había material nuclear en el simulador. Por este accidente se descubre que Homer requiere preparación universitaria en Física Nuclear para desempeñarse en su puesto, cosa que no tiene. Para evitar una multa, Burns intima amablemente a Homer para que asista a la universidad. Luego de que Homer es rechazado en todas a las que había pedido ingresar, el anciano lo ayuda a entrar a la Universidad de Springfield, ya que es miembro del paquete accionario de la casa de estudios.
Homer toma su nueva vida como una diversión en lugar de dedicarse a estudiar, ya que al considerarse a sí mismo como un "vival", se dedica a bromear en clase y burlarse de los "matados" -tras ver series y películas estereotipadas de la vida universitaria-. Luego de causar una fusión accidental al intentar demostrar el funcionamiento de un acelerador de protones, el rector de la universidad lo envía a prepararse con asesorías externas con tres nerds: Doug, Gary y Benjamin (el rector es muy buena persona y comprensivo, todo lo contrario de lo que pensaba Homer de él).
Homer, en vez de estudiar, piensa en divertirse y hacer bromas. Para esto, Bart colabora, y juntos planean secuestrar al cerdo insignia del Colegio Superior de Springfield, la casa de estudios rival de la Universidad. Una noche, Homer, Bart y los "cerebritos" secuestran al cerdo, llamado Sir Oinksalot (Porquiño en Hispanoamérica). Homer le da cervezas, lo que causa que el cerdo se embriague y caiga pesadamente al piso, llamando la atención del rector. Por el desgraciado hecho (ya que el cerdo tenía "amigos poderosos") el rector no tiene más alternativa de expulsar a los tres nerds.
Homer, el culpable de su expulsión, los lleva a vivir a su casa. Pasa poco tiempo para que la familia Simpson se quiera deshacer de ellos, por lo que Homer trama un plan para que le salven la vida al rector. Este consistía en intentar atropellarlo con su coche, y que los "matados" lo empujen, salvándolo. Sin embargo, Homer se equivoca en la sincronización y choca al rector, rompiéndole la cadera.
En el hospital, Homer cuenta la verdad, y el rector, conmovido por su honestidad y demostrando que es una persona bondadosa, olvida lo pasado y readmite a Benjamin, Doug y Gary en la universidad.
El problema siguiente, entonces, radicaba en que quedaba solo un día para el examen final de Física Nuclear I, y Homer no había estudiado nada en todo el tiempo. Para ayudarlo, sus compañeros lo hacen estudiar; pero no fue suficiente, pues Homer reprueba. Temiendo perder su empleo, los "cerebritos" lo ayudan a aprobar cambiando su nota con la computadora.
Gracias a la poca brillantez de Homer, su familia descubre que había hecho trampa y lo obliga a cursar la materia otra vez. En los créditos finales se ven más correrías de Homer en su segunda etapa de estudios, y finalmente logra aprobar, manteniendo su empleo.